# Wilkiea wardellii
Wilkiea wardellii là một loài thực vật có hoa trong họ Monimiaceae. Loài này được (F. Muell.) Perkins miêu tả khoa học đầu tiên năm 1898.